# 金銀姬
金銀姬（1972年—），韓國電視劇編劇。其姓名常被音譯為「金恩熙」。

## 作品列表

### 電視劇
- 2010年：tvN《危機一髮豐年公寓》
- 2011年：SBS《Sign》
- 2012年：SBS《幽靈》
- 2014年：SBS《Three Days》
- 2016年：tvN《Signal》
- 2021年：tvN《智異山》
- 2023年：SBS《惡鬼》
- 2025年：tvN《第二個信號》

### 網絡劇
- 2019年：Netflix《屍戰朝鮮》
- 2020年：Netflix《屍戰朝鮮2》
- 2021年：Netflix《屍戰朝鮮：雅信傳》

### 電視電影
- 2016年：MBC《2016無限商社 危機的社員》

### 電影
- 2006年：《那年夏天》

### 漫畫
- 2015年：《神的國度》

## 獲獎
- 2016年：第52屆百想藝術大賞－TV部門 劇本獎
- 2016年：第五屆APAN Star Awards－劇本獎

## 外部連結
- NAVER搜索 （页面存档备份，存于）